# Gabrje, Novo mesto
Gabrje este o localitate din comuna Novo mesto, Slovenia, cu o populație de 569 de locuitori.